# József Balla
József Balla (Hungría, 27 de julio de 1955-Kecskemét, 18 de marzo de 2003) fue un deportista húngaro especialista en lucha libre olímpica donde llegó a ser subcampeón olímpico en Montreal 1976 y en Moscú 1980.

## Carrera deportiva
En los Juegos Olímpicos de 1976 celebrados en Montreal ganó la medalla de plata en lucha libre olímpica de pesos de más de 100 kg, tras el luchador soviético Soslan Andiyev (oro) y por delante del rumano Ladislau Şimon (bronce). Cuatro años después, en las Olimpiadas de Moscú 1980 volvió a ganar la plata en la misma modalidad.